# Bahnhof Hetzdorf (Flöhatal)
Der Bahnhof Hetzdorf (Flöhatal) ist der Bahnhof des Flöhaer Ortsteiles Hetzdorf in Sachsen.
Empfangsgebäude, Wirtschaftsgebäude und Lokschuppen sind ein Kulturdenkmal.

## Geschichte

### Name
Während seiner Betriebszeit trug die Station schon vier verschiedene Namen, im Einzelnen waren dies:
- Bis 30. April 1905: Hetzdorf bei Oederan
- Ab 1. Mai 1905: Hetzdorf bei Öderan
- Ab 1. Juli 1911: Hetzdorf b Öderan
- Ab 1. Oktober 1912: Hetzdorf (Flöhatal)

### Betrieb

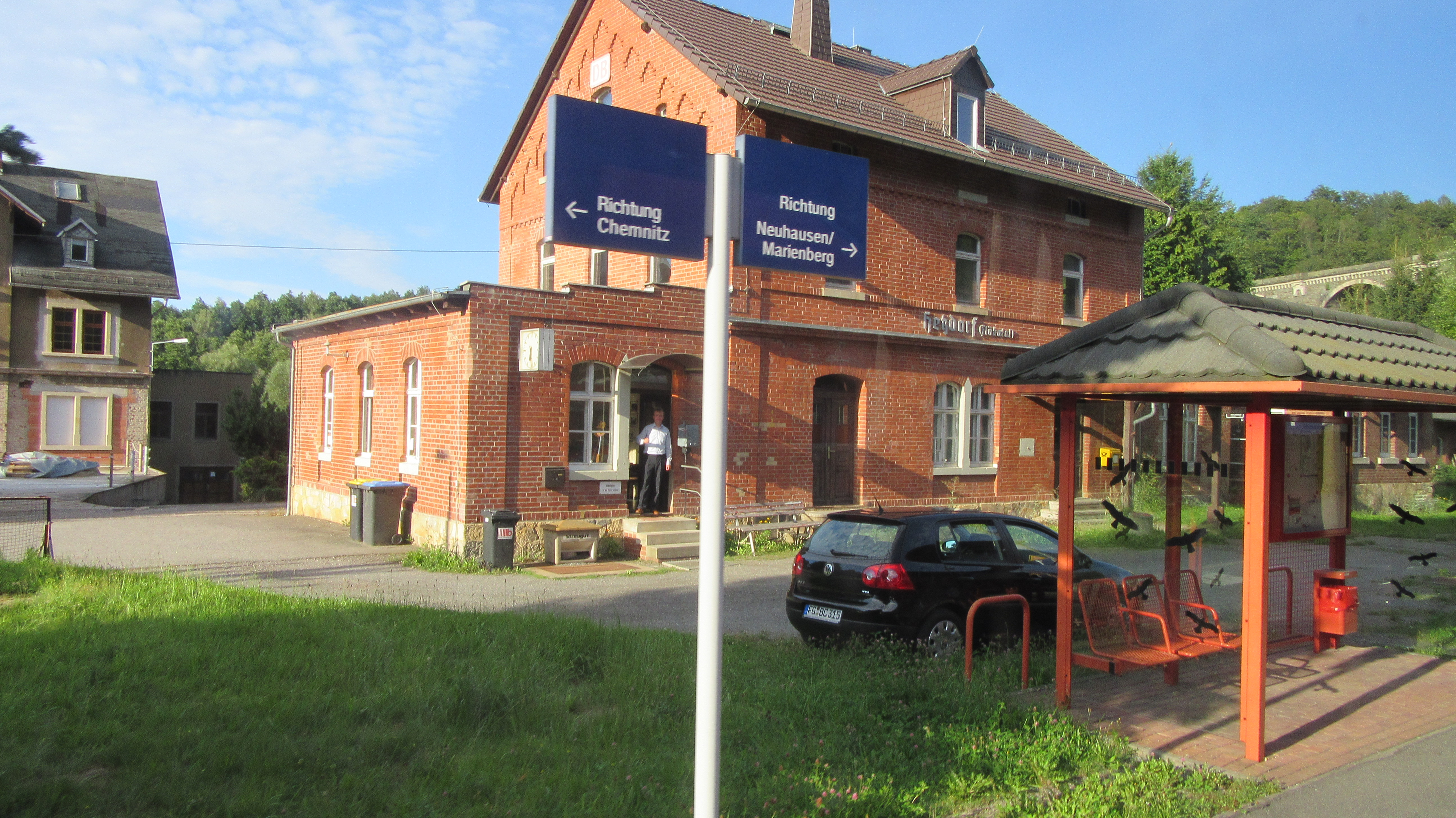
Empfangsgebäude

Die Bahnstrecke Reitzenhain–Flöha wurde am 12. August 1875 eröffnet, Hetzdorf erhielt aber noch keine eigene Station. Bei der Planung der Schmalspurbahn Hetzdorf–Eppendorf war zunächst die circa 1,7 km südlich gelegene Station Hohenfichte als Anschlussbahnhof vorgesehen. Da der Hauptverkehrsstrom der Schmalspurbahn aber Richtung Flöha und weiter nach Chemnitz führen würde, wäre somit ein unnötiger Umweg entstanden. Daher suchte man im engen Flöhatal nach ausreichendem Bauplatz für eine neue Station, da einer Weiterführung der Schmalspurbahn bis Flöha ausschied. Etwa 1,2 km abwärts von der Stelle, wo die Schmalspurbahn auf die Normalspurbahn traf, fand man in der Nähe des Hetzdorfer Viaduktes eine geeignete Stelle. Trotz rund 12.000 Mark höheren Kosten gegenüber einer Einbindung in Hohenfichte wurde der Bau der Haltestelle Hetzdorf bei Oederan favorisiert.
Am 17. Oktober 1892 wurde die Ausschreibung für den Bau der Schmalspurbahn begonnen, die Chemnitzer Firma Findeisen und Hildsberg erhielt dafür den Zuschlag, Baubeginn war Ende November/Anfang Dezember 1892. Zunächst wurde nur das Planum hergestellt und am Empfangsgebäude gearbeitet, die ersten Gleise wurden im März 1893 verlegt. Mit dem Bau des Güterschuppens wurde im selben Monat begonnen und mit dem eingleisigen einständigen Heizhaus erst im April 1893. Sämtliche Gebäude wurden spätestens bis zum 1. August 1893 fertiggestellt. Ausgeführt waren die Gebäude entweder in reinem Ziegelmauerwerk oder Fachwerkbauweise mit Ziegelausmauerung. Die Eröffnung der Schmalspurbahn und der Haltestelle Hetzdorf bei Oederan fand am 30. November 1893 statt.
Zunächst waren im Schmalspurteil acht Weichen, im Normalspurteil 15 Weichen sowie zwei Kreuzungen zwischen Normal- und Schmalspur verbaut. Güter-, Kohleschuppen und die Waage konnte durch Dreischienengleise von beiden Spurweiten genutzt werden. Die Umladung wurde ab 1895 durch einen Bockkran erleichtert. 1900 wurden die Anlagen durch eine kombinierte Rollbock-/Rollwagengrube ergänzt, die einzige aller sächsischen Schmalspurbahnen. Dabei wurden 1900/01 auch die Gleisanlagen des Schmalspurteils erweitert, um den Betrieb einfacher gestalten zu können. Danach erfolgten nur noch kleinere Veränderungen, im Wesentlichen blieb die Station in dieser Form bis zur Stilllegung der Schmalspurbahn bestehen. Seit 1907 wurde das Heizhaus als Wagenwerkstatt genutzt.
Zunächst betrieblich nur eine Haltestelle, wurde Hetzdorf 1905 zum Bahnhof heraufgestuft. Erst in den 1930er Jahren erhielt der Bahnhof Anschluss ans Wassernetz, zuvor war die Wasserversorgung immer ein Problem gewesen. Ebenfalls in den 1930er Jahren wurde eine Rangierlokomotive der Baureihe Kö II in Hetzdorf stationiert, für die ein eigener Lokschuppen errichtet wurde. Die Rangierlokomotive kam bis zur Stilllegung der Schmalspurbahn zum Einsatz.
Am 6. November 1967 wurde der Personenverkehr und am 1. Januar 1968 der Güterverkehr auf der Schmalspurbahn stillgelegt. Damit verlor der Bahnhof enorm an Bedeutung, zugleich mit dem Abbau der Schmalspurbahn wurden einige Normalspurgleise entfernt.

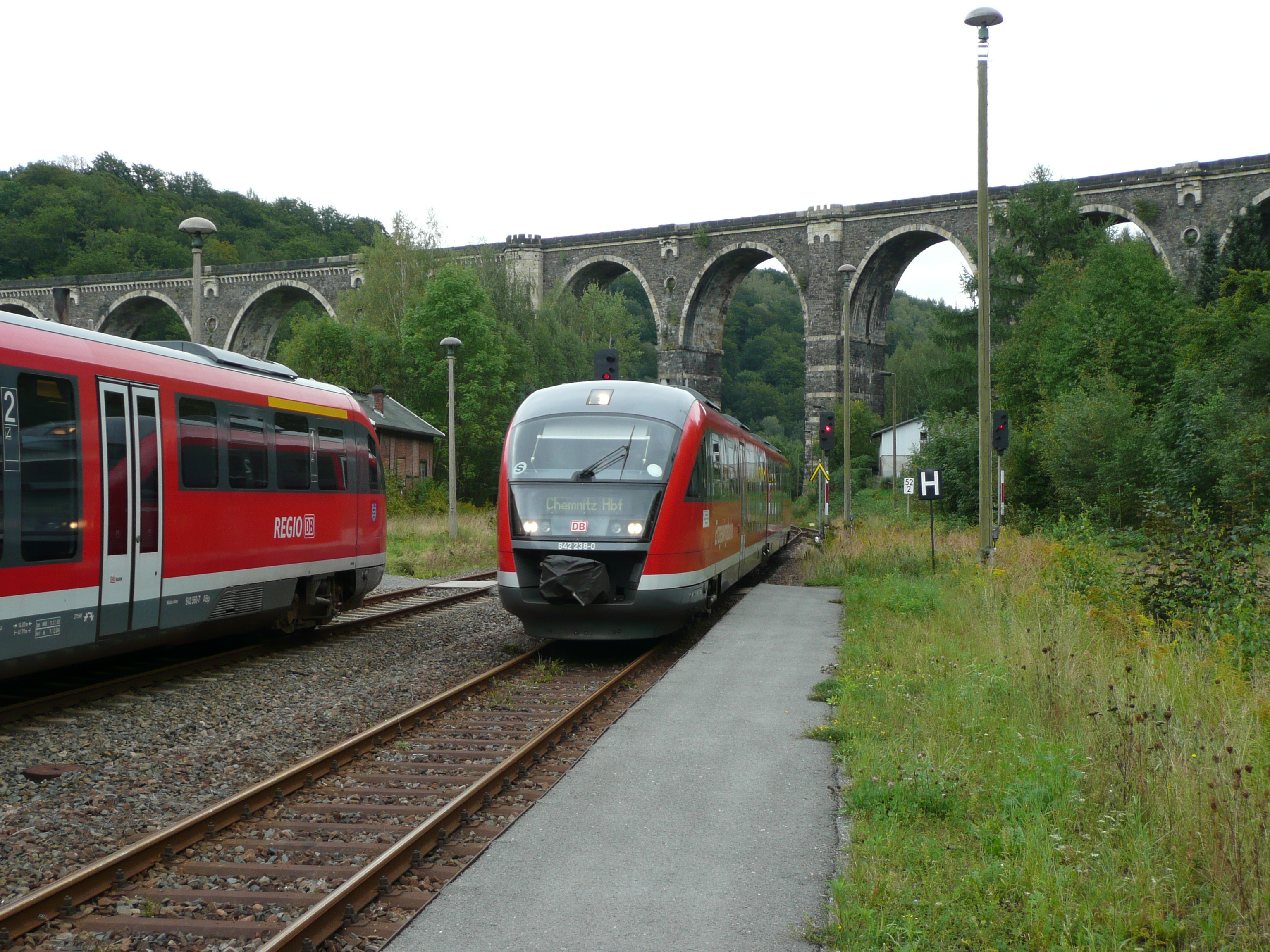
Kreuzung zweier Züge der Erzgebirgsbahn im Bahnhof Hetzdorf, im Hintergrund der Hetzdorfer Viadukt (2008)

Der Güterschuppen wurde 1994 abgerissen, das Schmalspurheizhaus ist noch vorhanden. Im Empfangsgebäude befindet sich außerdem ein noch besetztes EZMG-Stellwerk. Der Bahnhof selbst hatte bis 1992 Formsignale, nun Hl-Signale der Deutschen Reichsbahn.
Heute wird der Bahnhof immer noch als Kreuzungsstation von der Erzgebirgsbahn genutzt, Zugang zu den Zügen gewährleisten zwei Außenbahnsteige, daneben ist auch noch ein weiteres Überholgleis vorhanden.